# Inle-See
Der Inle-See, ein Süßwassersee im Shan-Staat in Myanmar, ist bekannt durch seine Einbeinruderer und schwimmenden Dörfer und Gärten. Das Leben der Menschen ist völlig auf den See ausgerichtet.

## Allgemeines
Der See mit einer Nord-Süd-Ausdehnung von circa 22 km und einer Ost-West-Ausdehnung von maximal 10 km liegt 875 m über dem Meeresspiegel. Mit seiner Oberfläche von durchschnittlich 12.000 Hektar ist er nach dem Indawgyi-See der zweitgrößte See Myanmars.
Die 17 Dörfer innerhalb des Sees und am Seeufer sind überwiegend von Intha bewohnt. Die Häuser sind auf Pfählen gebaut. Insgesamt wohnen hier 70.000 Menschen.
Viele der Gemüse-, Früchte- und Blumenkulturen werden auf schwimmenden Feldern bestellt. Basis dieser schwimmenden Felder ist eine sehr fruchtbare feste Masse bestehend aus Sumpf, Erde und Wasserhyazinthen, die mittels Bambuspfählen am Seeboden befestigt sind.
Die Fortbewegung in den schmalen Kanälen der Ortschaften, auf den Feldern sowie in Ufernähe erfolgt in schmalen Kanus. Typisch für den See ist die hier angewendete Bein-Rudertechnik. Der Rudernde steht am Heck des Bootes. Werden die Hände beispielsweise beim Fischen benötigt, so wird ausschließlich mit dem Bein gerudert, indem das Ruder mit dem Bein eingeklemmt wird. Für große Strecken auf dem See sind heute jedoch nur die größeren Boote mit Außenbordmotor erlaubt.
Der See gehört zur Verwaltungseinheit von Nyaung Shwe mit circa 130.000 Einwohnern. Die Hauptstadt der Verwaltungseinheit ist der gleichnamige Ort Nyaung Shwe.

## Fauna
Im Inle-See und den umgebenden Sümpfen kommen 16 bis 31 endemische Fische vor, darunter die Karpfenfische Danio erythromicron, Devario auropurpureus, Devario jayarami, Microrasbora rubescens, die Nacktlaube (Sawbwa resplendens) und der Schlangenkopffisch Channa harcourtbutleri. Der Graskarpfen (Ctenopharyngodon idella) und Labeo rohita treten als Neobiota auf. Seit 1985 ist der Inle-See offizielles Vogelschutzgebiet.

## Sehenswürdigkeiten
- Ywama: Ort in der Mitte des Sees. Hier gab es einen schwimmenden Markt. Man kann hier und in der Umgebung viele Handwerksbetriebe wie Silberschmieden, Webereien, Holzschnitzer und Cheroot-Manufakturen besichtigen.
- Phaung-Daw-U-Pagode: Diese Pagode beherbergt fünf Buddhafiguren, die alljährlich im Rahmen des Phaung-Daw-U-Festes in der königlichen Barke von Dorf zu Dorf gefahren werden.
- Nga-Phe-Kyaung-Kloster: Ein 160 Jahre altes Kloster. Als Attraktion gab es hier von Mönchen dressierte Katzen, die durch kleine Reifen sprangen. Aus diesem Grund wird das Kloster auch immer noch Monastery of The Jumping Cats genannt. Die Vorführungen gibt es nicht mehr, da dies der neue Abt nicht wünscht.
- Der In-Dein-Pagodenwald ist eine umfangreiche Friedhofs- und Gedenkanlage.

## Bilder

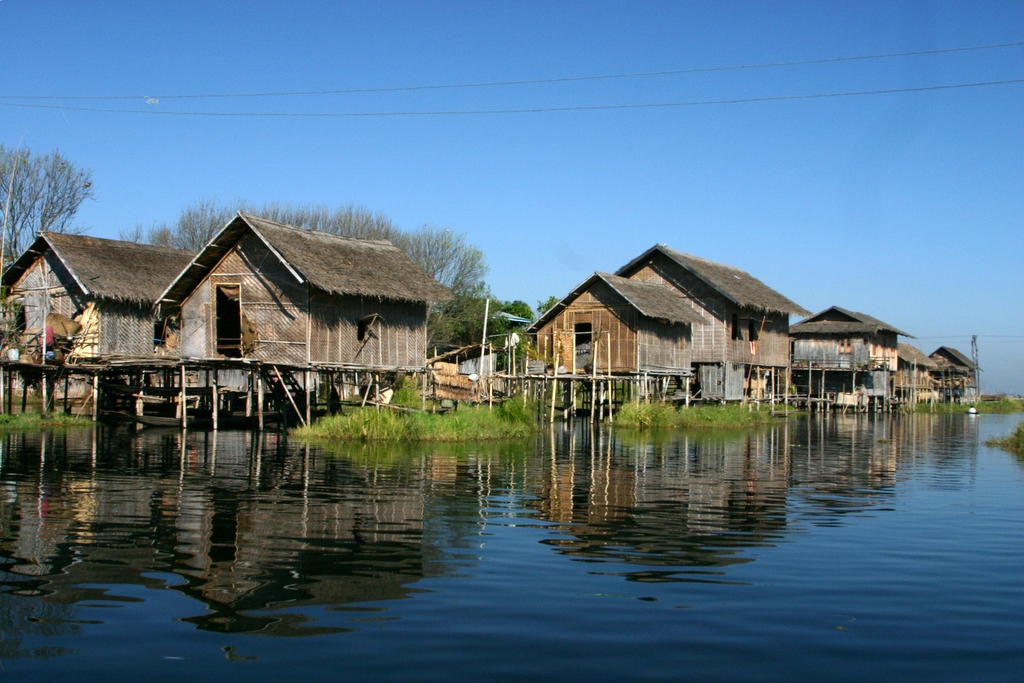
Pfahlbauten
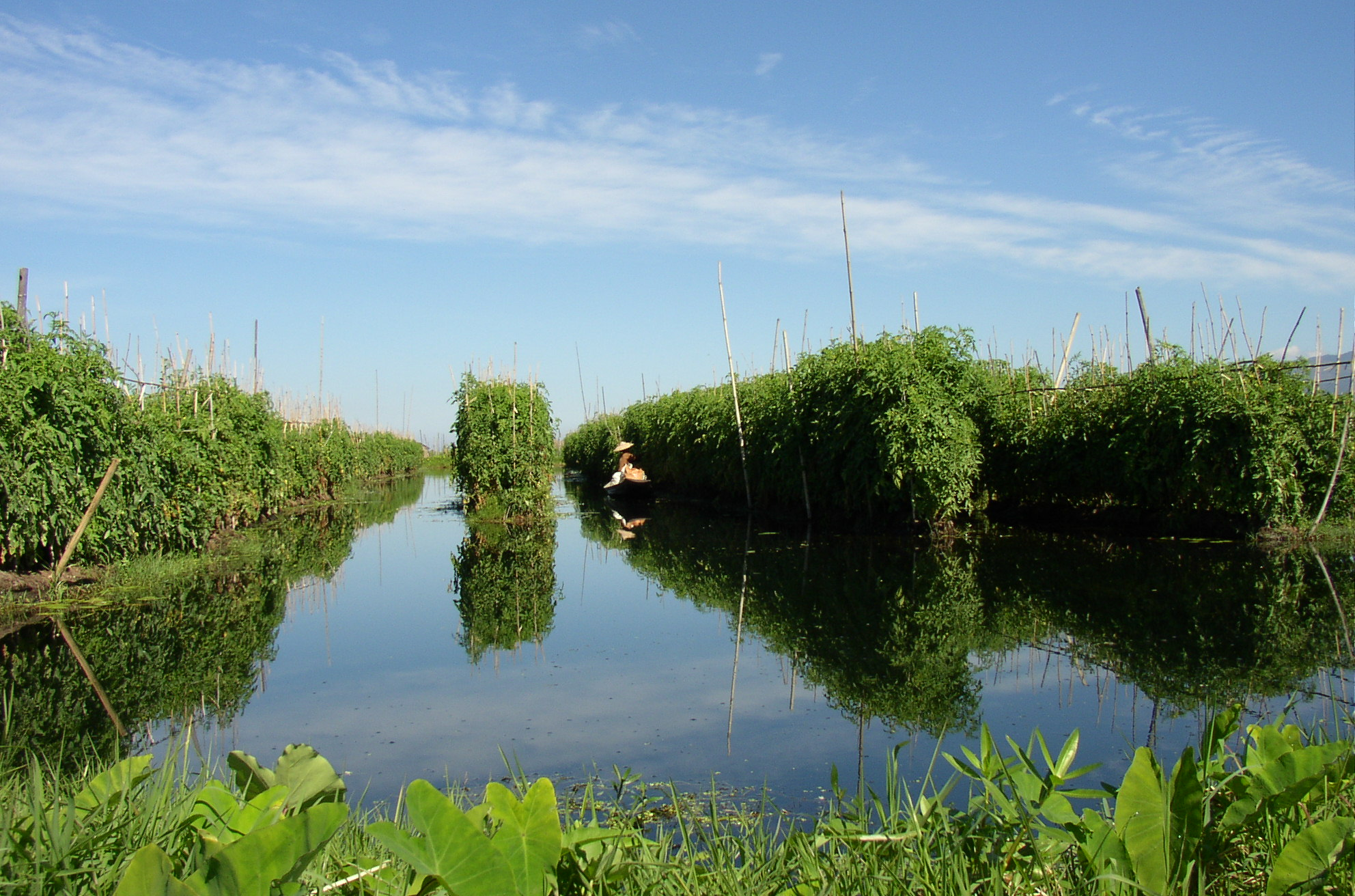
„Schwimmende“ Tomatenplantage
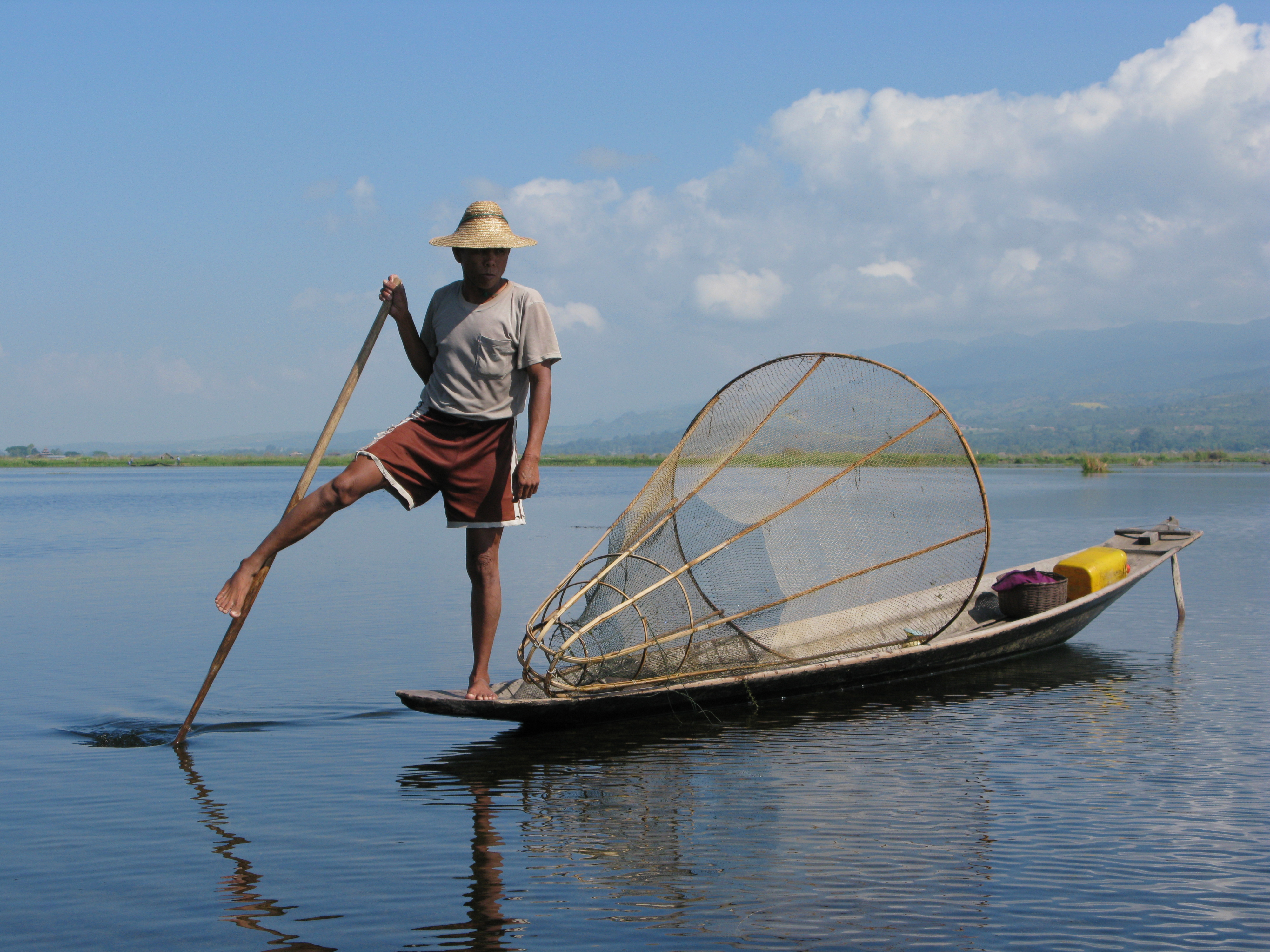
Einbein-Ruderer
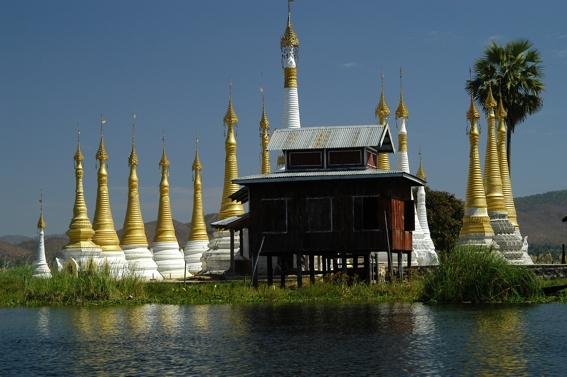
Buddhistischer Tempel am Seeufer
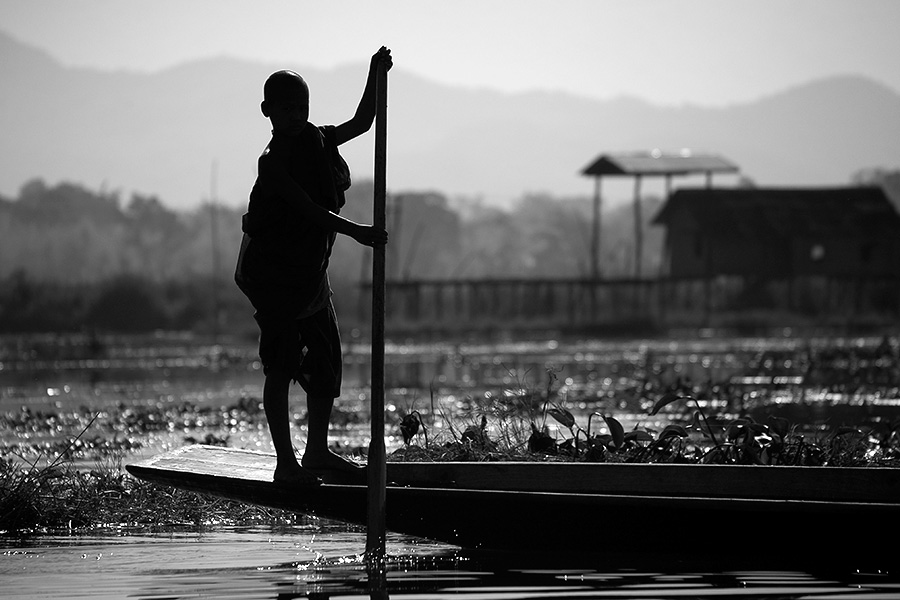
Sonnenuntergang
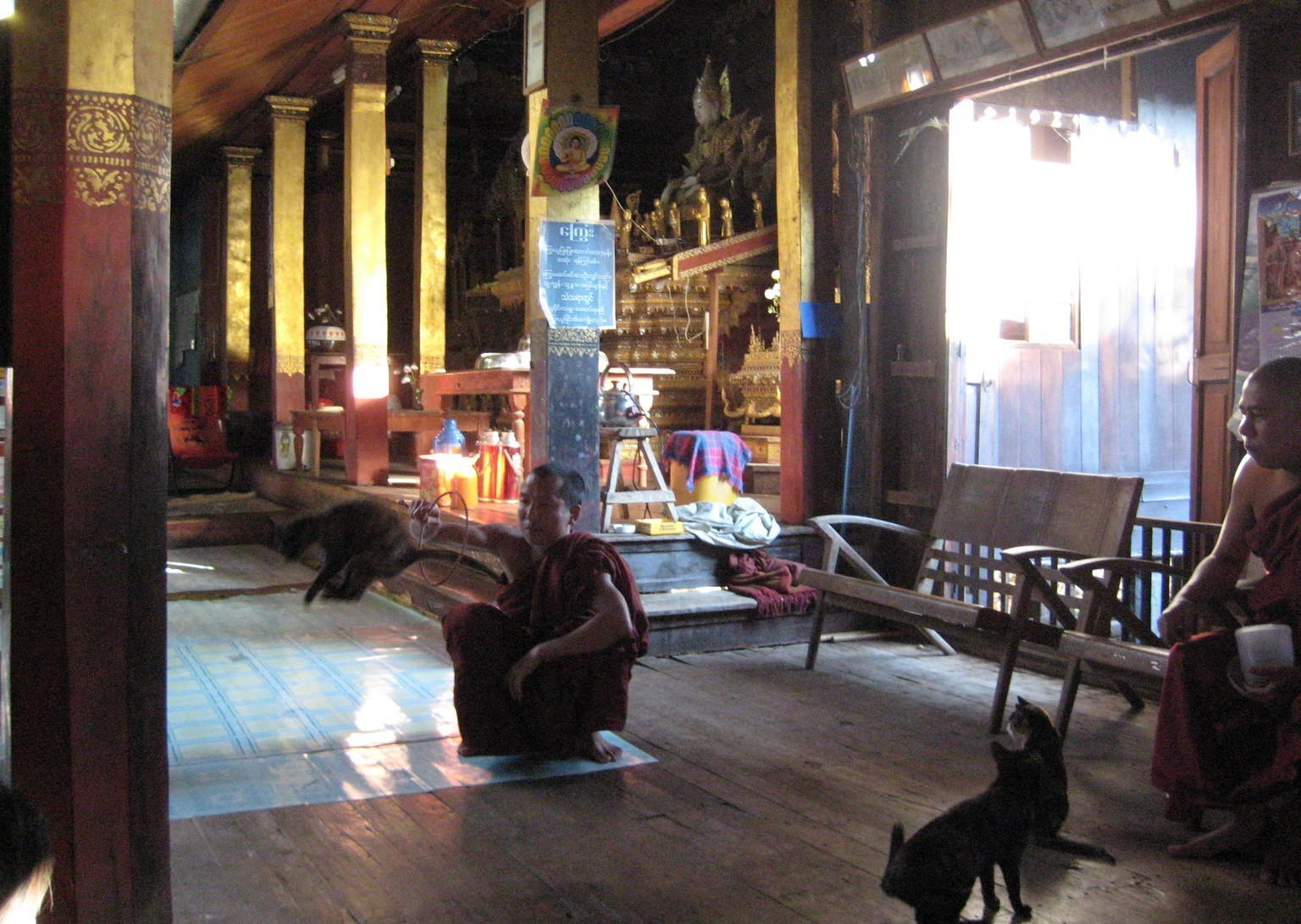
Dressierte Klosterkatzen